# Airaphilus elongatus
Airaphilus elongatus là một loài bọ cánh cứng trong họ Silvanidae. Loài này được Gyllenhal miêu tả khoa học năm 1813.